# Terboyo Kulon
Terboyo Kulon is een bestuurslaag in het regentschap Semarang van de provincie Midden-Java, Indonesië. Terboyo Kulon telt 533 inwoners (volkstelling 2010).